# San Miguel Octopan
San Miguel Octopan es una localidad mexicana del municipio de Celaya, Guanajuato. Se ubica a unos kilómetros del río Laja, un afluente del río Lerma, cuenta pequeñas zonas urbanas que están cerca de donde se concentra la población. Posee una población de 14 969, siendo la segunda localidad más poblada del municipio.

## Toponimia
El nombre de Octopan viene del vocablo otomí «Actipan» que, a su vez, deriva del vocablo «Actopan» que significa ‘tierra fértil’. Según la tradición, fray Juan de San Miguel le dio el nombre de la localidad «San Miguel el Chico»; pero, más tarde, la localidad se renombró a «San Miguel Actipan»; y, tras la llegada de varios grupos, se renombró al nombre que actualmente ostenta.

## Localización
Está ubicado en el municipio de Celaya en Guanajuato. La comunidad de San Miguel Octopan está situada a los 100°57'47" de longitud oeste del meridiano de Greenwich y a los 20°57'47" de latitud norte. Está muy cerca del municipio de Apaseo el Grande.

## Clima
| Parámetros climáticos promedio de San Miguel Octopan | Parámetros climáticos promedio de San Miguel Octopan | Parámetros climáticos promedio de San Miguel Octopan | Parámetros climáticos promedio de San Miguel Octopan | Parámetros climáticos promedio de San Miguel Octopan | Parámetros climáticos promedio de San Miguel Octopan | Parámetros climáticos promedio de San Miguel Octopan | Parámetros climáticos promedio de San Miguel Octopan | Parámetros climáticos promedio de San Miguel Octopan | Parámetros climáticos promedio de San Miguel Octopan | Parámetros climáticos promedio de San Miguel Octopan | Parámetros climáticos promedio de San Miguel Octopan | Parámetros climáticos promedio de San Miguel Octopan | Parámetros climáticos promedio de San Miguel Octopan |
| Mes                                                  | Ene.                                                 | Feb.                                                 | Mar.                                                 | Abr.                                                 | May.                                                 | Jun.                                                 | Jul.                                                 | Ago.                                                 | Sep.                                                 | Oct.                                                 | Nov.                                                 | Dic.                                                 | Anual                                                |
| ---------------------------------------------------- | ---------------------------------------------------- | ---------------------------------------------------- | ---------------------------------------------------- | ---------------------------------------------------- | ---------------------------------------------------- | ---------------------------------------------------- | ---------------------------------------------------- | ---------------------------------------------------- | ---------------------------------------------------- | ---------------------------------------------------- | ---------------------------------------------------- | ---------------------------------------------------- | ---------------------------------------------------- |
| Temp. máx. abs. (°C)                                 | 36.0                                                 | 34.5                                                 | 39.0                                                 | 39.0                                                 | 38.5                                                 | 38.0                                                 | 38.9                                                 | 35.5                                                 | 33.0                                                 | 34.5                                                 | 35.0                                                 | 34.0                                                 | 39.0                                                 |
| Temp. máx. media (°C)                                | 24.0                                                 | 25.5                                                 | 28.2                                                 | 30.2                                                 | 31.0                                                 | 29.3                                                 | 27.3                                                 | 27.4                                                 | 26.9                                                 | 26.4                                                 | 25.8                                                 | 24.3                                                 | 27.2                                                 |
| Temp. media (°C)                                     | 14.8                                                 | 16.1                                                 | 18.5                                                 | 20.9                                                 | 22.4                                                 | 22.1                                                 | 20.7                                                 | 20.6                                                 | 20.2                                                 | 18.8                                                 | 17.1                                                 | 15.5                                                 | 19.0                                                 |
| Temp. mín. media (°C)                                | 5.6                                                  | 6.7                                                  | 8.8                                                  | 11.6                                                 | 13.7                                                 | 14.9                                                 | 14.2                                                 | 13.9                                                 | 13.6                                                 | 11.2                                                 | 8.4                                                  | 6.7                                                  | 10.8                                                 |
| Temp. mín. abs. (°C)                                 | -3.5                                                 | -5.0                                                 | -3.0                                                 | 1.0                                                  | 2.0                                                  | 6.0                                                  | 2.5                                                  | 6.5                                                  | 3.0                                                  | 1.0                                                  | -5.0                                                 | -4.5                                                 | −5.0                                                 |
| Lluvias (mm)                                         | 13.9                                                 | 7.4                                                  | 7.1                                                  | 13.3                                                 | 30.5                                                 | 103.1                                                | 142.2                                                | 133.1                                                | 101.6                                                | 44.2                                                 | 13.4                                                 | 7.5                                                  | 617.3                                                |
| Días de lluvias (≥ 0.01 mm)                          | 2.4                                                  | 1.4                                                  | 1.6                                                  | 2.4                                                  | 5.6                                                  | 11.3                                                 | 14.4                                                 | 13.3                                                 | 10.7                                                 | 5.5                                                  | 2.1                                                  | 1.8                                                  | 72.5                                                 |
| [cita requerida]                                     |                                                      |                                                      |                                                      |                                                      |                                                      |                                                      |                                                      |                                                      |                                                      |                                                      |                                                      |                                                      |                                                      |

## Escuelas
- 3 preescolares públicos
- 2 preescolares privados
- 3 primarias federales
- 2 primarias privadas
- 1 secundaria general
- 2 bachilleratos

## Fiestas
- 12 de enero: Fiesta del Río Laja
- Febrero: Visita de la Virgen de Zapopan
- Marzo/abril: Semana Santa
- 29 de septiembre : Fiesta al santo patrono San Miguel Arcángel
- 8 de diciembre : Fiesta de la Inmaculada Concepción
- 12 de diciembre: Fiesta de la Virgen de Guadalupe